# 高幹
高 幹（こう かん、? - 206年）は、中国後漢時代末期の武将、または政治家。字は元才。兗州陳留郡圉県の人（『三国志』魏書高柔伝より）。高祖父は高固。曾祖父は高慎。祖父は高賜。父は高躬。従弟あるいは従子は高柔。伯父は袁紹。

## 正史の事跡

### 初期の事跡
初平2年（191年）、袁紹の命により、荀諶・張導・郭図らと共に使者として冀州牧韓馥の下に赴き、冀州を袁紹に譲らせた。建安4年（199年）頃には、袁紹から并州刺史（牧とする記事もある）に任命され、袁紹の子袁譚・袁煕と同様に一州の統治を委ねられるという破格の待遇を受けている。

### 河東進攻
建安7年（202年）に袁紹が死去し、同年9月に曹操が袁譚・袁尚兄弟を攻撃すると、袁尚は高幹と郭援に命令して河東へ進攻させた。高幹・郭援は、密かに関中の馬騰・韓遂と結んだ上で匈奴単于呼廚泉とも合流し、その軍勢を数万にまで膨れ上がらせた。
しかし、関中方面を担当する曹操配下の鍾繇が、張既らを馬騰の下に派遣し、馬騰を説得して曹操陣営に引き戻してしまう。このため高幹・郭援の并州軍は、馬騰が鍾繇の援軍として派遣した馬超・龐徳率いる関中軍と、平陽で汾水を挟んで決戦を迎える事となった。鍾繇の予測通り、油断して渡河した郭援が龐徳に討ち取られ、高幹は窮地に陥る事になった。建安9年（204年）8月、曹操が鄴を陥落させると、高幹は呼廚泉と共に并州を挙げて曹操に降伏した。曹操は高幹を処刑せず、そのまま并州の統治を任せており、その後しばらくは曹操に臣従した。

### 反逆と最期
建安10年（205年）8月、曹操が幽州の烏桓を討伐する隙を突いて高幹は反逆し、上党太守を捕虜として壷関を閉鎖した。高幹は袁尚が同盟の使者として遣わした牽招を拒否し殺そうとしており、袁氏とは別個の独立活動だった事が窺える。高幹は鄴へ奇襲軍を送り込み、さらに河東郡の衛固、弘農郡の張琰、黒山賊の張白騎（張晟）らが高幹に呼応して諸郡を占領するなど、河北から関中までを巻き込む大規模な作戦を展開した。
しかし鄴を守る監軍校尉荀衍は奇襲軍を察知し、全て誅殺した。別働隊の楽進・李典が北道から迂回して高幹の背後を脅かしたので、高幹は敗北して壷関に籠城した。鍾繇・張既・杜畿・賈逵らは、巧みな政略を駆使して衛固・張琰・張白騎らを撃破し、諸郡を奪回した。
翌年1月、曹操が自ら大軍を率いて攻めて来ると、高幹は呼廚泉を頼ったが、この時は援軍を送ってもらえなかった。三か月後に曹仁の策で壷関が陥落すると、高幹は荊州の劉表を頼って落ち延びようとしたが、その途中で上洛都尉王琰に殺害され、首級を曹操に献上された。

### 人物像
高幹は袁紹の甥ではあったが、『三国志』魏書高柔伝注に引く謝承『後漢書』によれば、才能と野心に溢れ、文武に優れた人物だったとされており、単に縁故のみで成り上がった人物ではない事が窺える。高幹は多くの士を招いて帰属させたが、その中で仲長統は、高幹に自信過剰な面があると見ていた。彼は、高幹の招請に応じてその下を訪れた時「あなたは雄志を有しておられますが、雄才を備えておられません。また、士を好んでおられますが、士を選んでおられません」と忠告したが、容れられるところとはならなかったため、仕えずに去った。
高幹は、2度も曹操陣営の背後を衝いて危機に陥れており、しかも、建安7年（202年）の河東進攻・同10年（205年）の上党反逆ともに、事前の準備は周到であった。しかし、曹操の後方に控えていた人材層も相応に厚く、高幹の野心の実現は阻まれた。

## 物語中の高幹
小説『三国志演義』では、正史での派手な活躍に比べると、かなり地味な役回りでしかない。史実のように関西を衝いたり、一時降伏して再び叛旗を翻したりといった過程が、完全に欠落しているためである。上党で曹操軍相手に懸命に防戦したが、曹操に寝返った呂曠・呂翔の偽降にかかって敗北し、最期は史実通りとなっている。なお呂曠と呂翔は、史実においては高幹と何の接点もない。

## 脚註
1. ↑  『魏志』高柔伝では、高幹の従弟。高柔伝が引く『陳留耆旧伝』では、高幹の従子とする。